# Argo Records
Argo Records was een Amerikaans platenlabel, dat in december 1955 door platenmaatschappij Chess werd opgericht. Aanvankelijk heette het label Marterry, maar na verzet hiertegen werd de naam na enkele maanden veranderd in Argo. Het label kwam met pop, blues en zelfs calypso, maar vooral jazz-platen. Het eerste commerciële succes was een opname van de rhythm & blues-zanger Clarence 'Frogman' Henry, "Aint't Got no Home", dat in 1956 een hit werd. Andere belangrijke R & B-artiesten die op het label uitkwamen waren Etta James en de Dells. Jazzmusici op het Argo-label waren onder meer Ahmad Jamal, James Moody, Yusef Lateef, Milt Buckner, Art Farmer, Buddy Rich, Lou Donaldson, Sonny Stitt, Ramsey Lewis, Zoot Sims, Max Roach en Paul Gonsalves. In 1965 veranderde het label zijn naam in Cadet Records, nadat het ontdekt had dat in Engeland al een label met de naam Argo actief was.